# Управление национальной безопасности (Афганистан)
Управление национальной безопасности (пушту د ملي امنیت ریاست‎, дари ریاست امنیت ملی, употребляется также название Амният [Amniyat или Amaniyat]) — спецслужба Афганистана, существовавшая в 2002−2021 годах. Выполняла функции обеспечения государственной безопасности, включая ведение разведывательной и контрразведывательной деятельности, борьбу с терроризмом и организованной преступностью. Подчинялась непосредственно президенту и Национальному собранию Афганистана. Имела около тридцати территориальных подразделений по всему Афганистану. Численность персонала варьировалась от 15 000 до 30 000 человек, большей частью прошедших подготовку в Министерстве внутренней безопасности США и учебных центрах НАТО. Прекратила существование в 2021 году после прихода к власти движения «Талибан», создавшего для выполнения аналогичных задач новую структуру.

## Директора
- Мухаммад Ариф Сарвари (октябрь 2001 — февраль 2004)
- Амрулла Салех (февраль 2004 — июнь 2010)
- Ибрагим Спинзада (июнь 2010 — июль 2010)
- Рахматулла Набиль (июль 2010 — сентябрь 2012))[2]
- Асадулла Халид (сентябрь 2012 — август 2013)
- Рахматулла Набиль (август 2013 — декабрь 2015)
- Мохаммед Масум Станекзай (май 2016 — сентябрь 2019)
- Сарадж, Ахмад Зия (сентябрь 2019 — 15 августа 2021).